# MxPx
MxPx ist eine US-amerikanische Punkband, die 1992 in Bremerton im US-Bundesstaat Washington gegründet wurde. Zum Zeitpunkt der Bandgründung hieß die Band Magnified Plaid, wurde aber kurzerhand in M.P. umbenannt. Statt der Punkte verwendete man kleine x und so wechselte der Name zu MxPx.

## Bandmitglieder

### Mike Arthur Herrera
- geboren am 6. November 1976 in Bremerton in Washington
- Halb-Mexikaner.
- Lead-Gesang, E-Bass, Keyboard, Rhythmus-Gitarre, Songwriter

1991 begann Mike damit, Bass zu spielen, nachdem er von der örtlichen Punkszene begeistert wurde. Sechs Monate später begann er auch mit dem Spielen der Gitarre, woraufhin er bald selber Songs schrieb. Nach seiner eigenen Aussage hatten sie nur wenig Abwechslung und grauenvolle Texte über seine Teenagerprobleme. Er nahm die Songs dennoch mit Hilfe des Kassettenrekorders seiner Schwester auf und füllte damit sein erstes Tape.

### Yuri Zane Ruley
- geboren am 3. Juni 1976 in Seattle, ebenfalls in Washington
- Schlagzeug, Percussion

Als Yuri noch jung war, zog seine Familie oft um. Er lebte in Alabama, Oklahoma, Idaho und an verschiedenen Orten in Washington. In der neunten Klasse begann er, Schlagzeug zu spielen. Sein erster Auftritt war mit der Band „The Skinny Little White Boys“ bei einer Talentshow der neunten Klasse. Allerdings bestand die Band nur zwei Monate. Später traf er auf Mike und Andy, welche nach einem Drummer suchten. Sie kamen zu ihm nach Hause, spielten ein paar Songs und wurden zu MxPx.

### Thomas Edmund Wisniewski
- geboren am 20. Oktober 1976 in Dunnoon (Schottland)
- Lead-Gitarre, Background-Gesang

Die ersten sechs Monate lebte er in Dunnoon (Schottland), sein Vater war in der Army und deshalb zogen sie nach Honolulu, Hawaii bis sich seine Familie in Bremerton, Washington niederließ.
Mit 13 Jahren begann er sich wirklich für Musik zu interessieren. Ein Freund der Familie spielte Schlagzeug und in der Sekunde als Tom ihn dabei sah, wurde ihm klar was er sein Leben lang tun möchte: Schlagzeugspielen in einer Band. Er bekam ein gebrauchtes Drum Set und war in einer Schulband. Er spielte etwa vier Jahre lang für verschiedene Bands Schlagzeug. Dabei verbrachte er auch viel Zeit mit Mike und Yuri, welche einen neuen Gitarristen suchten. Tom spielte damals nur zum Spaß Gitarre und weil die Leute, mit denen er Zeit verbrachte es auch taten, hatte er auf dem professionellen Sektor keinerlei Erfahrung sammeln können. Allerdings konnte er sich dennoch dazu durchringen, die Gitarre auf Tour für MxPx zu spielen.

## Diskografie

### Alben
| Jahr | Titel                               | Höchstplatzierung, Gesamtwochen, AuszeichnungChartsChartplatzierungen (Jahr, Titel, Platzierungen, Wochen, Auszeichnungen, Anmerkungen) | Anmerkungen                     |
| Jahr | Titel                               | US | Anmerkungen                     |
| ---- | ----------------------------------- | --- | ------------------------------- |
| 1998 | Slowly Going the Way of the Buffalo | US99 Gold · (7 Wo.)US | A&M Records                     |
| 1999 | At the Show                         | US189 (1 Wo.)US | Livealbum, Tooth & Nail Records |
| 2000 | The Ever Passing Moment             | US56 (13 Wo.)US | A&M Records                     |
| 2003 | Before Everything and After         | US51 (2 Wo.)US | A&M Records                     |
| 2005 | Panic                               | US77 (3 Wo.)US | SideOneDummy                    |
| 2007 | Secret Weapon                       | US76 (2 Wo.)US | Tooth & Nail Records            |

Weitere Alben
- 1994: Pokinatcha (Tooth & Nail Records)
- 1995: Teenage Politics (Tooth & Nail Records)
- 1997: Life in General (Tooth & Nail Records)
- 2006: Let’s Rock (B-Seiten, SideOneDummy)
- 2009: On the Cover II
- 2009: Punk Rawk Christmas
- 2012: Plans Within Plans
- 2018: MxPx

### Kompilationen
| Jahr | Titel                 | Höchstplatzierung, Gesamtwochen, AuszeichnungChartsChartplatzierungen (Jahr, Titel, Platzierungen, Wochen, Auszeichnungen, Anmerkungen) | Anmerkungen |
| Jahr | Titel                 | US | Anmerkungen |
| ---- | --------------------- | --- | ----------- |
| 1998 | Let It Happen         | US161 (1 Wo.)US |             |
| 2002 | Ten Years And Running | US147 (1 Wo.)US |             |

Weitere Kompilationen
- 2002: Lost in Japan
- 2014: Demos Collection, Vol. 1
- 2014: Acoustic Collection

### EPs
| Jahr | Titel           | Höchstplatzierung, Gesamtwochen, AuszeichnungChartsChartplatzierungen (Jahr, Titel, Platzierungen, Wochen, Auszeichnungen, Anmerkungen) | Anmerkungen |
| Jahr | Titel           | US | Anmerkungen |
| ---- | --------------- | --- | ----------- |
| 2001 | The Renaissance | US128 (1 Wo.)US |             |

Weitere Alben
- 1995: On the Cover
- 1996: Move to Bremerton
- 2004: AC/EP
- 2009: Left Coast Punk EP

### Singles
- 1994: 17
- 1995: Punk Rawk Show
- 1996: Life in General (Pre-Release Teaser)
- 1997: Small Town Minds
- 1997: Chick Magnet
- 1997: Chick Magnet (Import)
- 1998: I’m OK, You’re OK
- 1998: I’m OK, You’re OK / Chick Magnet
- 1998: Tomorrow Is Another Day
- 1998: Inches from Life (Demo)
- 1998: The Final Slow Dance (Demo)
- 1998: The Downfall of Western Civilization
- 2000: The Broken Bones
- 2000: Responsibility
- 2004: Everything Sucks (When You’re Gone)
- 2005: Heard That Sound
- 2005: Wrecking Hotel Rooms
- 2006: Breathe Deep
- 2007: Secret Weapon
- 2007: Shut It Down

### Soundtrackbeiträge
- 2002: Scooby-Doo (mit dem Titel Scooby, Where Are You)
- 2004: Cinderella Story (mit dem Titel First Day of the Rest of Our Lives)
- 2004: SSX 3 (Videospiel) (mit dem Titel Play It Loud)
- 2004: Harold and Kumar go to White Castle (mit dem Titel Chick Magnet)
- 2005: Burnout Revenge (Videospiel) (mit dem Titel Heard That Sound)
- 2006: Prey (PC-Spiel) (mit dem Titel The Setting Sun)
- 2007: MX vs ATV Untamed (Videospiel) (mit dem Titel Secret Weapon)
- 2010: NHL 10 (XBox360, PS3, PC-spiel) (mit dem Titel Kids in America)

### Videoalben
- It Came from Bremerton
- The Show Volume One
- B-Movie
- Vans Warped Tour Live!
- Animal House Double Secret Probation Edition
- Tooth And Nail Videography 1993-1999
- Backbeat Punk Rock Video Magazine Volume One
- Punk Rawk Show 2000
- MTV’s Wuthering Heights